# Rosa indica
Rosa indica är en rosväxtart som beskrevs av Carl von Linné. Rosa indica ingår i släktet rosor, och familjen rosväxter. Inga underarter finns listade i Catalogue of Life.